# Colchester United F.C.
Câu lạc bộ bóng đá Colchester United nằm ở vùng Colchester, Essex. Hiện tại đội bóng đang thi đấu ở League One.

## Đội hình hiện tại
Ghi chú: Quốc kỳ chỉ đội tuyển quốc gia được xác định rõ trong điều lệ tư cách FIFA. Các cầu thủ có thể giữ hơn một quốc tịch ngoài FIFA.
| Số | VT | Quốc gia | Cầu thủ                            |
| -- | -- | -------- | ---------------------------------- |
| 1  | TM | Anh      | Sam Walker                         |
| 2  | HV | Anh      | David Wright                       |
| 3  | HV | Anh      | Ben Gordon                         |
| 4  | HV | Nigeria  | Magnus Okuonghae (đội trưởng)      |
| 5  | HV | Anh      | Josh Thompson                      |
| 6  | TV | Anh      | Craig Eastmond                     |
| 7  | TĐ | Anh      | Sanchez Watt                       |
| 8  | TV | Anh      | Alex Gilbey                        |
| 11 | TĐ | Anh      | Freddie Sears                      |
| 12 | TM | Anh      | Chris Lewington                    |
| 14 | TV | Anh      | Tosin Olufemi                      |
| 15 | TV | Jamaica  | Marcus Bean                        |
| 16 | TV | Anh      | Byron Lawrence                     |
| 17 | TV | Anh      | Drey Wright                        |
| 18 | HV | Anh      | Tom Eastman                        |
| 19 | TĐ | Anh      | Rhys Healey (mượn từ Cardiff City) |
| 20 | HV | Anh      | Sean Clohessy (đội phó)            |

| Số | VT | Quốc gia         | Cầu thủ                                 |
| -- | -- | ---------------- | --------------------------------------- |
| 21 | TĐ | Anh              | Gavin Massey                            |
| 24 | TV | Anh              | George Moncur (mượn từ West Ham United) |
| 25 | TV | Anh              | Dominic Vose                            |
| 26 | HV | Anh              | Frankie Kent                            |
| 27 | TĐ | Anh              | Macauley Bonne                          |
| 28 | TV | Anh              | Sammie Szmodics                         |
| 29 | TM | Scotland         | James Bransgrove                        |
| 30 | TV | Anh              | Jack Curtis                             |
| 31 | TV | Anh              | Conor Hubble                            |
| 32 | TV | Anh              | Tom Lapslie                             |
| 33 | HV | Anh              | Billy Roast                             |
| 35 | HV | Cộng hòa Ireland | Michael O'Donoghue                      |
| 36 | TĐ | Anh              | Dominic Smith                           |
| 37 | TV | Anh              | Dion Sembie-Ferris                      |
| 39 | HV | Wales            | Elliott Hewitt (mượn từ Ipswich Town)   |
| –– | TV | Anh              | David Fox                               |
| –– | HV | Anh              | Kane Vincent-Young                      |